# Trò chơi năm 2012
Trang này liệt kê các board game, trò chơi thẻ bài, wargame, trò chơi mô hình thu nhỏ, và trò chơi nhập vai tabletop xuất bản năm 2012.  Đối với trò chơi điện tử, xem Trò chơi điện tử năm 2012.

## Trò chơi phát hành hoặc phát minh năm 2012
- 7 Wonders: Cities
- Agricola: All Creatures Big and Small
- Agricola: All Creatures Big and Small - More Buildings Big and Small
- Agricola: Belgium Deck
- Agricola: De Lage Landen
- Android: Netrunner
- Android: Netrunner - What Lies Ahead
- Axis & Allies 1941
- Bang! 10th Anniversary
- Carcassonne: Corn Circles II
- Carcassonne: The Ferries
- Carcassonne: The Flier
- Carcassonne: The Goldmines
- Carcassonne: Mage & Witch
- Carcassonne: The Messages
- Carcassonne: The Robbers
- Carcassonne: Winter-Edition
- Catan: Junior
- Conflict of Heroes: Awakening the Bear! (phiên bản thứ hai)
- Cosmic Encounter: Cosmic Alliance
- Cthulhu Fluxx
- Descent: Journeys in the Dark (phiên bản thứ hai)
- Dixit 3
- Dixit Jinx
- Dixit: Journey
- Dominion: Dark Ages
- Dungeon Command: Curse of Undead
- Dungeon Command: Tyranny of Goblins
- Flash Point: Fire Rescue - 2nd Story
- Fortress America
- Galaxy Trucker: Another Big Expansion
- Kingdom Builder: Nomads
- Last Night on Earth: Timber Peak
- Le Havre: The Inland Port
- Lords of Waterdeep
- Mage Knight Board Game: The Lost Legion
- Memoir '44: Equipment Pack
- Merchant of Venus (phiên bản thứ hai)
- Munchkin 8: Half Horse, Will Travel
- Neuroshima Hex! The Dancer
- Power Grid: Northern Europe/United Kingdom & Ireland
- Power Grid: Québec/Baden-Württemberg
- Shadows Over Camelot: The Card Game
- Small World Realms
- Star Trek: Catan
- Ticket to Ride Map Collection: Volume 3 - The Heart of Africa
- Wallenstein (phiên bản thứ hai)
- War of the Ring (phiên bản thứ hai)
- Wiz-War (phiên bản thứ tám)

## Giải thưởng trò chơi được trao năm 2012
- Spiel des Jahres: Kingdom Builder
- Kennerspiel des Jahres: Village
- Kinderspiel des Jahres: Schnappt Hubi!
- Deutscher Spiele Preis: Village
- Games: Tikal II: The Lost Temple

## Chết
| Ngày       | Tên             | Tuổi | Chức vụ                                                                      |
| ---------- | --------------- | ---- | ---------------------------------------------------------------------------- |
| 25 tháng 1 | Jean Wells      | 56   | Nhà vẽ minh họa, tác giả của bản gốc nổi tiếng Palace of the Silver Princess |
| 7 tháng 3  | Greg Novak      | 61   | nhà thiết kế wargame                                                         |
| 16 tháng 3 | M. A. R. Barker | 82   | nhà sáng lập của Tékumel                                                     |